# Nikesh Shukla
Nikesh Shukla (geboren im Juli 1980 in London) ist ein britischer  Schriftsteller.   

## Leben
Nikesh Shukla ist im migrantischen Milieu der British Asians im Londoner Stadtteil Harrow aufgewachsen, sein Vater war kenianischer Inder, der mit seinen Eltern nach England zog. Er ist Spoken Word Poet und brachte 2004 als Musiker sein erstes Album heraus. Er veröffentlichte mehrere Essays, Erzählungen und Romane und ist Kolumnist bei The Guardian. Bei Channel 4 war er 2011 Autor einer Sitcom. 2014 war er Koautor des Kurzfilms Two Dosas. Er gab 2017 den Erzählband The Good Immigrant von „21 British writers of colour“ heraus und gründete danach die Zeitschrift The Good Journal.  
Sein Roman Coconut Unlimited stand 2010 auf der Shortlist für First Novel beim Costa Book Award. 2015 war er Juror beim Literaturpreis Kitchies.  
Er lebt seit 2011 mit Frau und Kindern in Bristol.

## Politische Einstellungen
Im Oktober 2024 gehörte Shukla zu den Unterzeichnern eines Aufrufs zum Boykott israelischer Kulturinstitutionen, „die an der überwältigenden Unterdrückung der Palästinenser mitschuldig sind oder diese stillschweigend beobachtet haben“.

## Werke (Auswahl)
- A Tale of British Justice, in: Barbara Korte, Eva Ulrike Pirker (Hrsg.): Britain rewritten : stories of a multi-ethnic nation. Stuttgart : Reclam, 2007 ISBN 978-3-15-019729-5, S. 104 (zuerst 2005)
- Coconut Unlimited. Quartet Books, 2010
- Kieran Yates, Nikesh Shukla: Summer of Unrest: Generation Vexed: What the English Riots Don't Tell Us About Our Nation's Youth. London : Vintage Digital, 2011
- The Time Machine. New York : Galley Beggar Press, 2013
- Meatspace. London : HarperCollins, 2015
- (Hrsg.): The Good Immigrant. Essays. London : Unbound, 2017
- The One who Wrote Destiny. London : Atlantic Books, 2018